# Краушвиц (Саксонија)
Краушвиц (њем. Krauschwitz) општина је у њемачкој савезној држави Саксонија. Једно је од 59 општинских средишта округа Герлиц. Према процјени из 2010. у општини је живјело 3.778 становника. Посједује регионалну шифру (AGS) 14626250.

## Географски и демографски подаци
Краушвиц се налази у савезној држави Саксонија у округу Герлиц. Општина се налази на надморској висини од 119 метара. Површина општине износи 106,6 km². У самом мјесту је, према процјени из 2010. године, живјело 3.778 становника. Просјечна густина становништва износи 35 становника/km².

## Међународна сарадња
| Мјесто | Држава | Врста сарадње | Од    |
| ------ | ------ | ------------- | ----- |
|        | Пољска | контакт       | 1995. |
| Извор  |        |               |       |